# Стейли, Уолтер
Уолтер Гудвин Стейли, мл. (англ. Walter Goodwin Staley, Jr.; 20 октября 1932, Сент-Луис, Миссури — 10 октября 2010, Мексико, Миссури) — американский спортсмен-конник, бронзовый призёр летних Олимпийских игр 1952.

## Карьера
Участник трех Олимпиад (1952, 1956 и 1960). Наилучшего результата добился в Хельсинки (1952), несмотря на 18-е место в индивидуальном зачёте, в командном троеборье завоевал бронзовую медаль. В 1955 году выиграл «золото», а в 1959 году — «серебро» на Панамериканских играх, выступая в личных и командных соревнованиях, соответственно.
Окончил Университет штата Миссури в 1956 году со степенью бакалавра в области геологии, в 1962 году Вашингтонский университет в Сент-Луисе со степенью бакалавра инженерно-геологические изысканий, в 1968 году получил степень доктора философии. Занимался научной деятельностью в сфере геологии, работал в Департаменте геологических наук Университета Миссури.